# BE Circuit 2009/10 (Finale)
Der BE Circuit 2009/10 im Badminton wurde mit einem Finale abgeschlossen. Es fand vom 5. bis zum 6. Juni 2010 in Assen, Niederlande, statt. Es war das sechste Mal, dass ein Circuit von einem Finalturnier gekrönt wurde.

## Ergebnisse

### Vorrunde Herreneinzel

#### Gruppe 1
| Christian Lind Thomsen | Lester Oey             | 18 - 21, 21 - 15, 21 - 14 |
| Pablo Abián            | Lester Oey             | 21 - 16, 21 - 11          |
| Pablo Abián            | Christian Lind Thomsen | 15 - 21, 22 - 20, 21 - 13 |

| Team                   | Punkte | Spiele | Gew. | Verl. |
| ---------------------- | ------ | ------ | ---- | ----- |
| Pablo Abián            | 2      | 2      | 2    | 0     |
| Christian Lind Thomsen | 1      | 2      | 1    | 1     |
| Lester Oey             | 0      | 2      | 0    | 2     |

#### Gruppe 2
| Dmytro Zavadsky | Scott Evans     | 21 - 17, 21 - 15 |
| Rune Ulsing     | Dmytro Zavadsky | 21 - 19, 21 - 14 |
| Rune Ulsing     | Scott Evans     | 22 - 20, 21 - 16 |

| Team            | Punkte | Spiele | Gew. | Verl. |
| --------------- | ------ | ------ | ---- | ----- |
| Rune Ulsing     | 2      | 2      | 2    | 0     |
| Dmytro Zavadsky | 1      | 2      | 1    | 1     |
| Scott Evans     | 0      | 2      | 0    | 2     |

### Vorrunde Dameneinzel

#### Gruppe 1
| Ella Diehl    | Patty Stolzenbach | 21 - 11, 21 - 11 |
| Tatyana Bibik | Patty Stolzenbach | 21 - 14, 21 - 16 |
| Ella Diehl    | Tatyana Bibik     | 21 - 16, 21 - 12 |

| Team              | Punkte | Spiele | Gew. | Verl. |
| ----------------- | ------ | ------ | ---- | ----- |
| Ella Diehl        | 2      | 2      | 2    | 0     |
| Tatyana Bibik     | 1      | 2      | 1    | 1     |
| Patty Stolzenbach | 0      | 2      | 0    | 2     |

#### Gruppe 2
| Susan Egelstaff | Anastasia Prokopenko | 21 - 16, 21 - 11          |
| Larisa Griga    | Anastasia Prokopenko | 21 - 11, 21 - 19          |
| Susan Egelstaff | Larisa Griga         | 21 - 19, 19 - 21, 21 - 18 |

| Team                 | Punkte | Spiele | Gew. | Verl. |
| -------------------- | ------ | ------ | ---- | ----- |
| Susan Egelstaff      | 2      | 2      | 2    | 0     |
| Larisa Griga         | 1      | 2      | 1    | 1     |
| Anastasia Prokopenko | 0      | 2      | 0    | 2     |

## Finalergebnisse
| Disziplin    | Sieger                                   | Finalist                       | Ergebnis            |
| ------------ | ---------------------------------------- | ------------------------------ | ------------------- |
| Herreneinzel | Rune Ulsing                              | Pablo Abián                    | 21-10, 22-20        |
| Dameneinzel  | Ella Diehl                               | Susan Egelstaff                | 20-22, 21-13, 21-16 |
| Herrendoppel | Mads Conrad-Petersen Mads Pieler Kolding | Vladimir Ivanov Ivan Sozonov   | 14-21, 21-19, 21-18 |
| Damendoppel  | Maria Helsbøl Anne Skelbæk               | Samantha Barning Eefje Muskens | 12-21, 21-18, 21-17 |
| Mixed        | Robin Middleton Mariana Agathangelou     | Roman Zirnwald Simone Prutsch  | 21-14, 21-14        |